# Enceinte

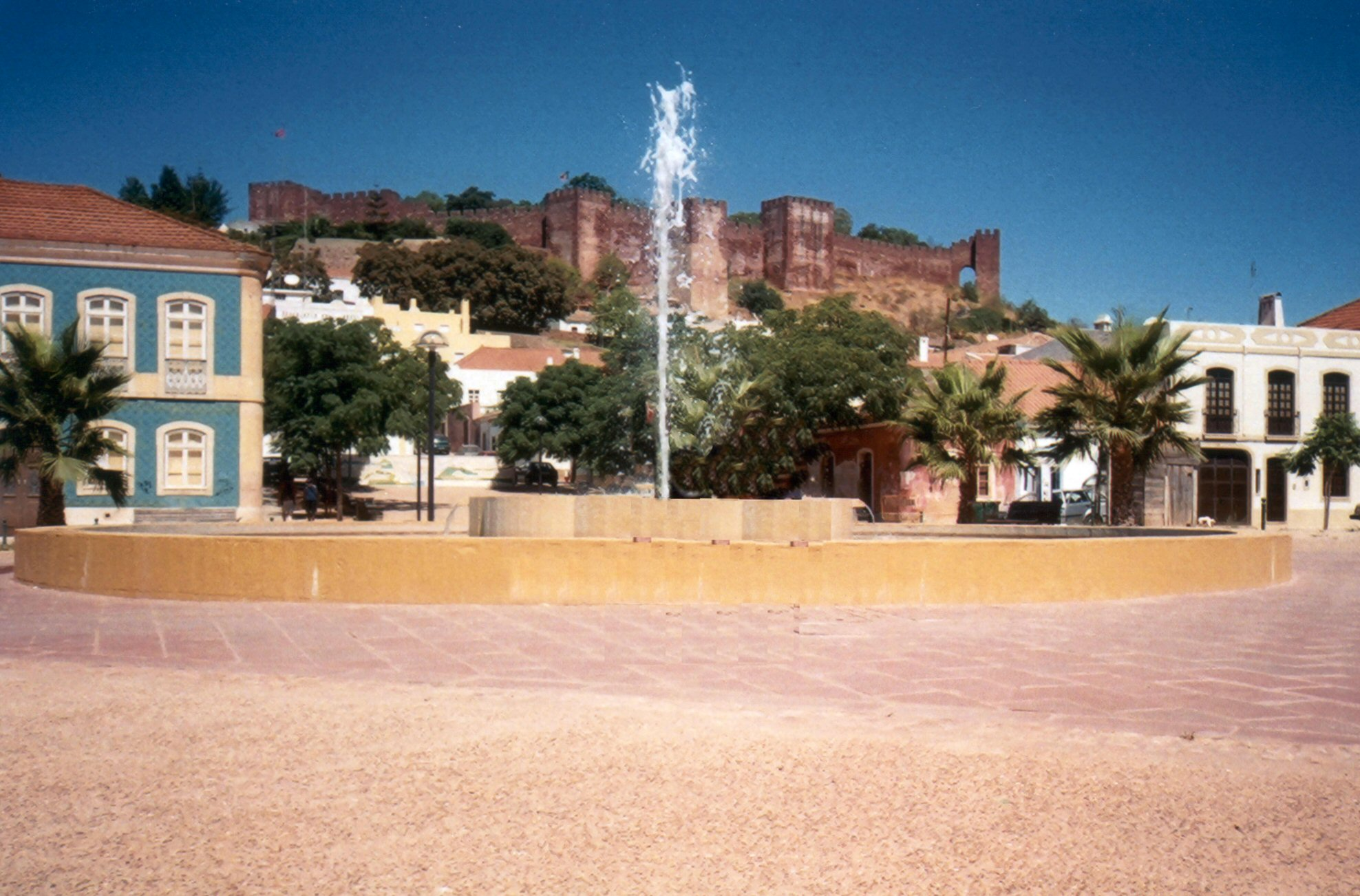
Vista da enceinte do Castelo de Silves, Portugal

Enceinte (do latim "in cinctus": cercado, o terreno ou praça rodeada de sebes ou de muro) é um termo francês que denotava a "principal clausura defensiva de uma fortificação"

## Outro significado
Enceinte é o adjetivo "grávida" na língua francesa.